# Екологічна ситуація в Івано-Франківській області
Івано-Франківська область – це унікальний регіон України з багатими природними ресурсами, різноманітним рослинним і тваринним світом.
Одночасно на території області розміщено понад 500 промислових підприємств хімічної, енергетичної, нафтогазовидобувної, деревообробної та інших галузей. Більше 4 відсотків території зайнято нафтогазовими трубопроводами, пробурено понад 2000 свердловин, є 134 очисні споруди, 30 полігонів складування твердих побутових відходів, хвостосховища і полігони промислових відходів ВАТ “Оріана”, золовідвали Бурштинської ТЕС та інші. Ці об’єкти обумовлюють значне техногенне навантаження на всі компоненти природного середовища.
Сучасну екологічну ситуацію в Івано-Франківській області, як і в цілому в Україні, не можна вважати задовільною, незважаючи на зменшення за останні роки антропогенно-техногенного навантаження на природне середовище та здійснення ряду природоохоронних заходів.
До факторів, які обумовлюють складну екологічну ситуацію, належать:
1. Порушення законів природокористування при обґрунтуванні моделей споживання і виробництва та розвитку територій.
2. Галузевий підхід при плануванні природокористування, відсутність системного підходу та інтегрального управління природними ресурсами, недостатнє екологічне обґрунтування обсягів використання ресурсів.
3. Руйнування у процесі освоєння території і господарської діяльності біогеоценотичного покриву і функціональної цілісності природних екосистем,порушення оптимальної структури ландшафтоформуючих компонентів наводозборах річок.
4. Екологічно необґрунтована (деформована) структура промислово-виробничого сектора економіки, недостатня потужність і ефективність пилогазоочисних установок та споруд для очищення промислових і комунально-побутових зворотних вод.
5. Недотримання у всіх сферах виробничої діяльності природоохоронних вимог і основних принципів сталого природокористування.
6. Розселення людей і забудова територій без урахування наявності зсувонебезпечних ділянок, селевих потоків, карсту та ймовірності затоплення території.
7. Розорювання земель на ерозійно-небезпечних схилах, відсутність системи протиерозійних і стокорегулюючих заходів.
8. Значне зменшення лісистості водозборів річок, зниження верхньої межі лісу, порушення вікової структури і спрощення видового складу лісових насаджень.
9. Порушення технології лісозаготівель, переважання наземного тракторного трелювання деревини, захаращення русел водотоків.

На території області сформувались природно-територіальні комплекси:
- промислово-міські (Івано-Франківський, Калуський, Бурштинський, Надвірнянський, Коломийський);
- промислово-нафтогазовидобувні (Долинський, Рожнятівський, Пасічнянський, Битківський);
- аграрно-промислові (Рогатинсько-Галицький, Тлумацько-Снятинський);
- лісогосподарські (Верховинський, Осмолодський, Вигодський, Болехівський, Солотвинський, Ворохтянський).

До територій з найскладнішою екологічною ситуацією належать території Галицького (Бурштинська ТЕС), Калуського (ВАТ “Оріана”, ЗАТ “Лукор”), Надвірнянського (ВАТ “Нафтохімік Прикарпаття”, ТОВ СП “Інтерплит”) та Тисменицького (ВАТ “Івано-Франківськцемент”, ВАТ “Хутрофірма “Тисмениця”) і Долинського (ТзОВ “Уніплит”, ВАТ “Шкіряник”).
Несприятлива ситуація на ділянці річки Бистриця нижче м. Івано-Франківська внаслідок скидання недостатньо очищених зворотних вод КП “Івано-Франківськекотехпром”, ріці Прут – після скиду недостатньо очищених вод з очисних споруд м. Коломиї (Коломийське ВУВКГ), ріці Дністер – після скидання недостатньо очищених зворотних вод ЗАТ “Лукор”, ріці Саджава – внаслідок забруднення недостатньо очищеними зворотними водами ТзОВ ”Уніплит”.
Основними екологічними проблемами, які відображають негативні наслідки нерегульованого антропогенно-техногенного впливу на навколишнє середовище, нераціонального освоєння території та наднормативного використання природних ресурсів, є:
Перша проблема:
- Забруднення атмосферного повітря, поверхневих і підземних вод, ґрунтів.

Потенційні викиди шкідливих речовин в атмосферу перевищують 600 тис. тонн на рік. І хоч порівняно з 1989 роком загальна кількість викидів у 2006 році менша у 1,5 раза і становить 318,4 тис. тонн, за показником викидів на 1 км² (23 т/км²) Івано-Франківська область займає 5 місце серед областей України.
Із загальної кількості викидів із стаціонарних джерел 80% припадає на Бурштинську ТЕС. 
Викиди забруднюючих речовин в атмосферне повітря області від стаціонарних джерел у 2006 році становили 269,3 тисячі тонн, що на 21,7% більше, ніж у 2005 році. Зростання викидів зумовлене збільшенням викидів Бурштинської ТЕС, яка наростила виробництво електроенергії на 34,3%.
Викиди пересувних джерел області у 2006 році становили 49,19 тис. тонн, що на 6% більше, ніж у 2005 році.
В розрахунку на одного жителя області від стаціонарних та пересувних джерел викинуто 229 кг шкідливих речовин, що на 48 кг більше, порівняно з 2005 роком.
При цьому в промислово розвинутих містах та районах (Галицький, Надвірнянський, Долинський, Богородчанський та у м. Калуші) на одного жителя викинуто від 95 до 2367 кілограмів. Викиди на душу населення в рекреаційних зонах становили до 11 кілограмів на рік.
Гострою залишається проблема забруднення поверхневих вод. Для потреб народного господарства у 1990 році в області було використано 289,1 млн м³ свіжої води, у 2006 році – 101,1 млн м³.
Найбільшими споживачами води є такі галузі промисловості, як нафтохімічна, електроенергетика, житлово-комунальне господарство.
У водойми області у 2006 році скинуто 92,8 млн м³ зворотних вод, із них забруднених (недостатньо очищених і без очистки) – 26,1 млн м³. Така ситуація обумовлена недостатньою потужністю очисних споруд у м. Івано-Франківську, Коломиї, Галичі і селищі Верховина та низьким ступенем очищення зворотних вод від солей (хлориди, сульфати, амонійні сполуки).
Найбільшими забруднювачами поверхневих водойм є підприємства житлово-комунального господарства, хімічної та нафтохімічної промисловості, електроенергетики.
Друга проблема:
- Розвиток ерозійних процесів та агрохімічна деградація ґрунтів. Ці процеси є наслідком розорювання земель на схилах більше 5°, відсутності системи протиерозійних заходів на сільськогосподарських угіддях, переважання тракторного трелювання деревини на лісових землях та вторинне підкислення ґрунтів, погіршення гумусового стану, забруднення ґрунтів важкими металами і пестицидами.

Третя проблема:
- Активізація небезпечних геодинамічних процесів (зсуви, селі, карсти),затоплення території і руйнування берегів річок під час повеней, обміління річок.

Причини:
- зниження лісистості території (у гірській частині – у 1,5-2 рази, у передгірській у 2-3 рази, рівнинній – у 5-10 разів);
- порушення вікової і породної структури лісових насаджень;
- відсутність стокорегулюючих заходів на водозборах річок.

Четверта проблема:
- Накопичення промислових і побутових відходів, засмічення території в населених пунктах, на берегах річок, у лісових насадженнях, вздовж автодоріг, залізниць.

Станом на 01.01.2007 р. на території області накопичено 46,1 млн тонн відходів (33,2 т/душу населення), з них більшу частину (28 млн тонн) становлять відходи виробництва електроенергії (зола, шлак). Щороку у спеціально відведених місцях видалення відходів захоронюється 600 тис. тонн відходів.
Основні проблеми регіону у сфері поводження з відходами пов’язані із необхідністю рекультивації накопичувачів відходів:
- хвостосховища № 1 і № 2 ДП „Калійний завод” ВАТ “Оріана”;
- золовідвалів Бурштинської ТЕС;
- полігону токсичних відходів ТОВ “Оріана-Галев”;
- закритого полігону твердих побутових відходів для м. Івано-Франківська (с. Підпечери) – цей полігон ще не рекультивовано.

Недостатньо вирішується питання використання відходів деревини (тирси), що
призводить до утворення несанкціонованих звалищ.
Незадовільний стан полігонів твердих побутових відходів. Проблема поводження з ТПВ потребує вирішення, шляхом впровадження роздільного збирання ресурсно цінних компонентів побутових відходів у населених пунктах області.